# ¡Y aún no se van!
|  |

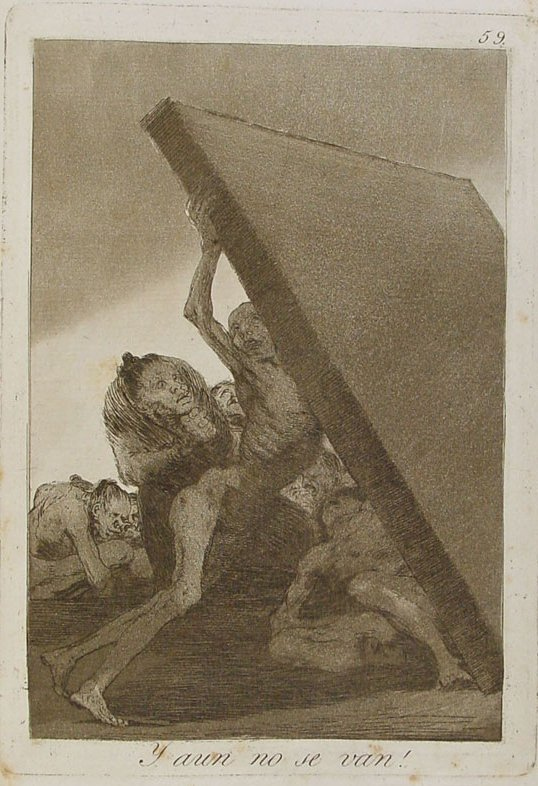
El grabado ¡Y aún no se van!.

El aguafuerte ¡Y aún no se van! es un grabado de la serie Los Caprichos del pintor español Francisco de Goya. Está numerado con el número 59 en la serie de 80 estampas. Se publicó en 1799.

## Interpretaciones de la estampa
Existen varios manuscritos contemporáneos que explican las láminas de los Caprichos. El que se encuentra en el Museo del Prado se tiene como autógrafo de Goya, pero parece más bien despistar y buscar un significado moralizante que encubra significados más arriesgados para el autor. Otros dos, el que perteneció a Ayala y el que se encuentra en la Biblioteca Nacional, realzan la parte más escabrosa de las láminas.
- Explicación de esta estampa del manuscrito del Museo del Prado: El que no reflexiona sobre la inestabilidad de la fortuna, duerme tranquilo, rodeado de peligros: ni sabe evitar el daño que amenaza, ni hay desgracia que le sorprenda[2]

- Manuscrito de Ayala: Encenegados los mortales en los vicios, están viendo caer la losa de la muerte y ni aun se enmiendan.[2]

- Manuscrito de la Biblioteca Nacional: Aún estando con el pie en la sepultura, se hallan tan encenegados en los vicios, que no huyen de la losa de la muerte que va a caer sobre ellos, o no piensan en la enmienda.[2]